# ABC (cinéma)
L'ABC est le plus ancien cinéma d'art et d'essai de Toulouse : ce cinéma de quartier est devenu un cinéma art et essai dès 1966. Il est situé dans le quartier de la basilique Saint Sernin. Cinéma associatif indépendant, «  il se donne pour mission de défendre la culture, promouvoir les œuvres cinématographiques, défendre un cinéma de proximité, et favoriser les rencontres avec les professionnels du cinéma ».

## Histoire

### Création
En 1950, quelques enseignants cinéphiles créent le Ciné-Club de la jeunesse de Toulouse (CCJT). Devant le succès rencontré, ils commencent à louer la salle d'un cinéma de quartier situé au 13 rue Saint Bernard pour des représentations ponctuelles. En 1962, une charge de plastic déposée par l'OAS explose devant ce cinéma de quartier.

### L'APC et l'ABC
Le CCJT rachète la salle en 1966. Mais un ciné-club est soumis au statut du cinéma non-commercial et ne peut projeter que des films de plus de trois ans, et à ses seuls adhérents. Le statut commercial, lui, permet l'ouverture à des films récents, mais ne peut être cumulé avec celui de ciné-club. Le CCJT change donc de statut, afin notamment de pouvoir exploiter la salle avec le label art et essai. Une partie des membres du CCJT fonde alors l'Association pour la promotion du cinéma (APC), destinée à administrer la nouvelle salle commerciale.
En 1975, L'APC prend la décision de démolir la vieille salle pour édifier un véritable complexe de cinq étages : trois salles de cinéma, une salle d'exposition, un centre de documentation, une salle de réunion. Les travaux dureront vingt mois, et grâce à eux l'ABC prend une dimension nouvelle. Cette configuration architecturale restera jusqu'aux grands travaux de 2008.

### Les travaux (2008-2009)
Afin de remettre le cinéma aux normes (et éviter une fermeture), des travaux sont effectués, à partir du 1er avril 2008. Ils permettent de restructurer complètement le cinéma, afin qu'il respecte toutes les normes de sécurité, d'accessibilité et de confort en vigueur. Les trois salles, le centre de documentation, la salle d'exposition sont transformés, embellis, et offrent un nouvel espace, plus ouvert,.
Jusqu'à sa réouverture dans les locaux de la rue Saint Bernard, l'ABC avait été transporté au centre culturel Alban-Minville, en face du métro Bellefontaine. La salle de cinéma de 146 places était mise à disposition de l'ABC par la ville de Toulouse.
Depuis les travaux de 2008, le cinéma a gardé la même configuration.

## Activités du cinéma

### Label «Jeune public»
Dans le cadre de son classement « art et essai », l'ABC possède les labels « Patrimoine », « Recherche », « Découverte » et « Jeune public ». Grâce à ce dernier label, il propose une programmation régulière (programme papier Le p'tit ABC) à destination des tout-petits et jusqu'aux adolescents. Souvent, les séances sont agrémentées de goûters, quiz, jeux, rencontres et autres ateliers d'initiation au septième art. Deux festivals spécifiques au jeune public sont organisés chaque année : le festival « Télérama enfants » fin février - début mars et « Cinéminots » en avril.

### Le travail avec les scolaires
Depuis sa création, l'éducation au cinéma est une des priorités du cinéma ABC, qui organise de nombreuses séances scolaires de la maternelle jusqu'à l'université. Il est référent cinéma pour l'option audiovisuelle du lycée des Arènes, et est coordinateur départemental du dispositif « École et Cinéma ».

### Films du monde, politique des auteurs et festivals
L'ABC est affilié au réseau Europa Cinémas et défend donc des œuvres cinématographiques d'Europe, et plus largement du monde. Chaque année, des films de tous les continents sont visibles dans les trois salles, en fonction des sorties et du rayonnement des films et de leurs auteurs. Certains pays sont malheureusement encore peu représentés en termes de cinéma. Néanmoins, et à titre d'exemple, des films aussi variés que Félicité (Alain Gomis), Aquarius (Kleber Mendonça Filho), Ma' Rosa (Brillente Mendoza), Certaines femmes (Kelly Reichardt) ou encore Tesnota (Kantemir Balagov) ont été présentés à l'ABC.
Le cinéma applique également une politique de fidélité avec certains auteurs dans la diffusion de leurs œuvres. C'est le cas pour le jeune réalisateur québécois Xavier Dolan, découvert à Cannes en 2009, dont tous les films ont été montrés à l'ABC. Le jeune prodige est d'ailleurs venu présenter Juste la fin du Monde en 2016 avec Gaspard Ulliel et la productrice Nancy Grant. Citons aussi le réalisateur anglais Ken Loach, la Japonaise Naomi Kawase ou encore le Franco-Arménien Robert Guédiguian, ce dernier étant passé plusieurs fois au cinéma pour des soirées rencontre.
Le cinéma de la rue Saint-Bernard accueille également dans ses murs, comme d'autres cinémas et lieux culturels toulousains, de nombreux festivals tous les ans : Fifigrot, Cinespaña, Festival du film italien, Festival Séquence Court-Métrage, Cinélatino, KinoPolska... À ce titre, l'ABC reçoit de nombreuses personnalités étrangères et françaises du cinéma (acteurs, actrices, techniciens...), favorisant ainsi les rencontres et les échanges avec les spectateurs. Dans la même optique, et notamment pendant les festivals, l'ABC tisse des liens étroits avec la cinémathèque de Toulouse située non loin, rue du Taur. 